# Stor blekskål
Stor blekskål (Tarzetta catinus) är en svampart som först beskrevs av Johan Theodor Holmskiold och fick sitt nu gällande namn av Korf & J.K. Rogers 1971. Stor blekskål ingår i släktet Tarzetta.